# مجلس رسول الله
مجلس رسول الله هي منظمة دينية إسلامية متخصصة في الأذكار الجماعية (مجموعة من الصلوات والتلاوات) ومقرها في جاكرتا عاصمة إندونيسيا. تأسست المنظمة من قبل القائد المسلم ذو الشخصية الجذابة منذر الموسوي في عام 1998. ومن المعروف أن مجلس رسول الله لتنظيم مناسبات الذكر، يأمها حضور عادة ما يقدر بعشرات الآلاف إلى مئات الآلاف في بعض الأحيان. وهي حاليا أكبر منظمة ذكر في جاكرتا.

## التاريخ
درس منذر الموسوي في عهد الباحث الصوفي اليمني عمر بن حفيظ، ثم عاد بعد ذلك إلى جاكرتا لبدء الدعوة في عام 1998. ثم بدأ عقد المجالس (تجمع ديني) كل ليلة الاثنين، في نفس الوقت أسلوب عمر بن حافظ كان يتصرف في اليمن. خلال الأشهر الأولى دعا الناس من الباب إلى الباب لتدريس الإسلام. سرعان ما تم تسمية المجالس باسم مجلس رسول الله، حيث كان المحتوى يتعلق بتعليم سلوك النبي محمد.
سرعان ما شهد المجلس نموًا هائلاً، حيث أقام أحداثًا كبيرة حول جاكرتا وحتى الخارج بما في ذلك سنغافورة وماليزيا. عقدت هذه الأحداث على المستوى الوطني في مراكز المدن مثل موناس وسينايان، حضرها مئات الآلاف إلى ملايين الأشخاص. سرعان ما قام منذر بتوسيع النشاط ليشمل وسائل الإعلام التلفزيونية من خلال إنشاء برامج إسلامية. كما أنشأوا قسمًا لجمع التبرعات يعرف باسم كيوس نبوي في عام 2006 لبيع البضائع المتعلقة بالمجالس، بما في ذلك السترات والملصقات والخوذات التي تحمل اسم المنظمة التي يرتديها الحاضرون خلال الأحداث. اليوم المنظمة هي الأكبر في جاكرتا باعتبارها منظمة ذكر، وغالبية الجماعة هم من الشباب الذين تتراوح أعمارهم بين 18 و34 عامًا.

## النشاط
يعقد مجلس رسل الله اجتماعهم الروتيني كل ليلة ثلاثاء في المسجد الكبير في المنور في بانكوران بجنوب جاكرتا. كما أنها تعقد أحداثًا على المستوى الوطني تقام في أماكن وميادين عامة. تجري الأحداث على المستوى الوطني على سبيل المثال خلال المولد، وهي الذكرى السنوية لمولد النبي محمد أو في شكل تبليغ أكبر. غالبًا ما يدعو الحدث على المستوى الوطني شخصيات وطنية أو دولية رفيعة المستوى، بما في ذلك الرئيس السابق لإندونيسيا سوسيلو بامبانج يودويونو ونائب الرئيس يوسف كالا، والعالم الصوفي اليمني عمر بن حافظ.